# Chetrișul Nou, Fălești
Chetrișul Nou este un sat situat în vestul Republicii Moldova, în Raionul Fălești. Aparține administrativ de comuna Călinești. Până la 28 iunie 2025, satul era parte a comunei Chetriș.